# Hotel zakochanych

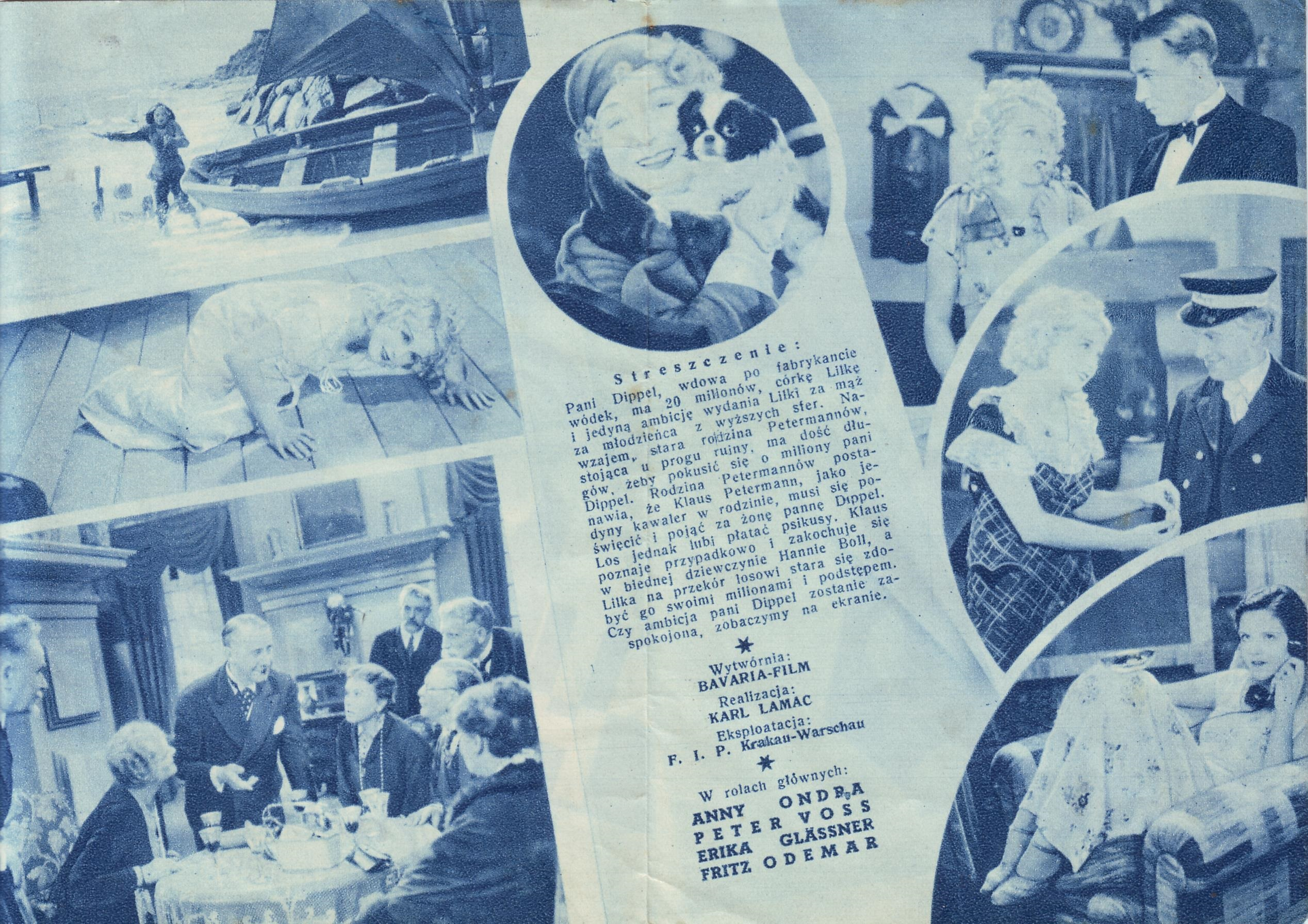
Hotel zakochanych

Hotel zakochanych (niem. Das verliebte Hotel) – niemiecka komedia romantyczna z 1933 roku w reżyserii Karla Lamača. Premiera filmu odbyła się 19 grudnia 1933 roku.

## Fabuła
Ludmilla Dippel, kobieta majętna, wdowa po właścicielu fabryki wódki, ma córkę Lilkę, którą chce wydać za dobrą partię z wyższych sfer. Klaus Petermann, jedyny kawaler ze starej, zbankrutowanej rodziny, zostaje wyznaczony, aby poślubić Lilkę. Niespodziewanie Klaus poznaje biedną dziewczynę Hannę Boll.

## Obsada
- Anny Ondra jako Hanna Boll
- Mathias Wieman jako Klaus Petermann
- Peter Voß jako malarz Joachim
- Max Gülstorff jako wujek Benjamin
- Erika Glässner jako Ludmilla Dippel
- Paula Denk jako Lilka, córka pani Dippel
- Josef Eichheim jako kompozytor Waldheim
- Fritz Odemar jako kamerdyner Spitzbein